# Елизаветпольский уезд
Елизаветпо́льский уезд — административная единица в составе Елизаветпольской губернии. Административный центр — город Елизаветполь.

## История
Уезд образован в 1840 году в составе Грузино-Имеретинской губернии. С 1846 году уезд в составе Тифлисской губернии, с 1849 года — в Елизаветпольской губернии.
В 1920 году под названием Ганджинский уезд вошёл в состав Азербайджанской ССР, упразднён в 1929 году.

### Хозяйственная деятельность
Согласно изданному в 1865 году «Гeогpaфичeско-стaтистичecкому cлoваpю Рoссийcкой Импepии» в уезде хлебопашеством занимались в основном армяне, русские и немцы, в свою очередь азербайджанцы (указанные как «татары») предпочитали скотоводство. Из злаковых, преимущественно сеяли пшеницу, посев которой составлял до 2/3 всех посевов. Также были распространены посевы ячменя, проса, кукурузы и риса. Кроме этого русские выращивали рожь и коноплю. Виноградорство в уезде было распространено слабо. Почти все имеющиеся виноградные сады были расположены в низовьях всех главных ущелий, некоторые сады находились в селениях расположенных на равнинах вдоль рек. Огородничеством в уезде занимались в основном армяне, но ввиду отсутствия рынка сбыта, большей частью для своих нужд. В деревнях лежащих по большой дороге и вдоль реки Агстафа, разводились арбузы, дыни и огурцы. В ущельях армяне сеяли много фасоли, в Делижанском ущелье разводили также табак низкого качества. Скотоводство, служившее источником дохода некоторых селений, было распространено в горах и ущельях уезда. В скотоводстве, из всех животных, предпочтение отдавали рогатому скоту. Овечья шерсть использовалась для ткания сукна, ковров, войлоков, и для набивки тюфяков и подушек. Тканием сукна занимались армяне. Известным центром ткания сукна являлось село Коткенд Казахского управления, из которого неваленное сукно вывозились в Тифлис. Одной из самых развитых областей хозяйственной деятельности являлось пчеловодство. В каждом дворе находилось по 5-6 ульев, но лучшие пасеки находились в селе Дилижан, где на двух пасеках насчитывалось до 350 ульев. Шелководство не имело больших масштабов, им занимались в Елизаветополе, и расположенных близ него селениях. Все остальные промыслы в уезде были слабо развиты. Духоборцы и молокане занимались извозом, а жители Дилижанского ущелья помимо всего прочего, выделывали из липы доски и реализовывали их в Эривани.
Армяне и Татары изготовляют ковры и шали. Охотно торгуют и разносят товар по домам. Поденная плата мужчин ограничивается летом 50 коп., зимою 20 к. сер. и пищею. Работник получает около 30 р. Поденщиц и наемных служанок здесь нет: женщины никогда не работают на полях

## Население

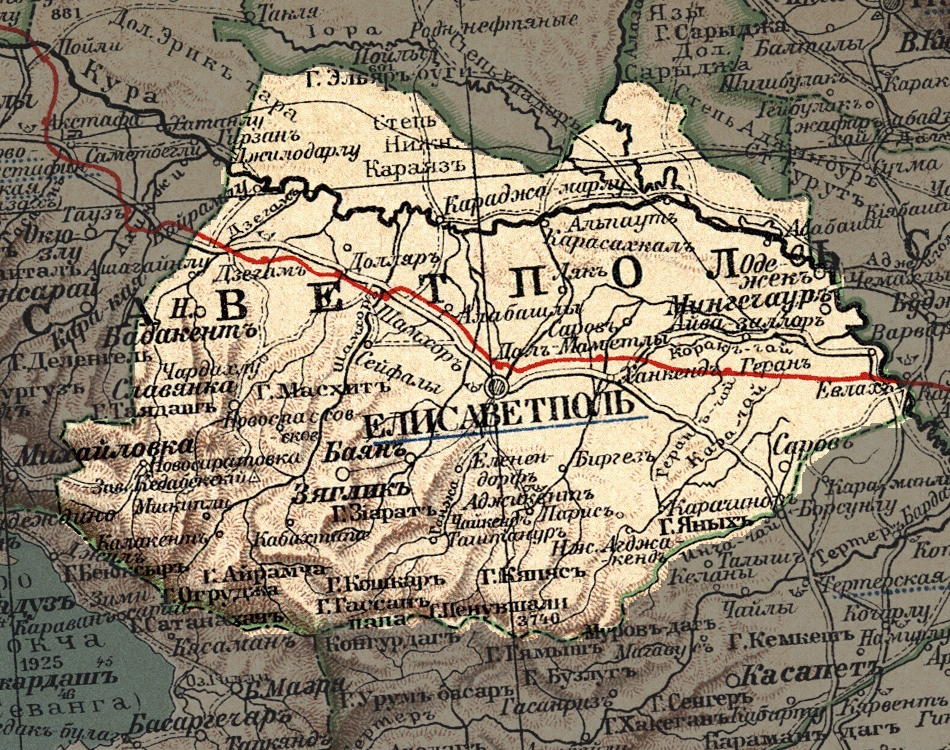
Карта уезда

Согласно ЭСБЕ население уезда в 1892 году составляло 123 000 чел.. По данным первой всеобщей переписи населения Российской империи 1897 г. в уезде проживало 162 778 чел., в том числе в местечке Агдаш — 528 чел.
По переписи 1926 года население уезда составляло 206 687 чел.

### Национальный состав
Национальный состав согласно переписи 1897 года:
- татары (азербайджанцы)[Комм. 1] — 103 97 чел. (13,87 %),
- армяне — 143 040 чел. (56,44 %),
- славяне (в основном великорусы (русские), а также малорусы (украинцы), белорусы) — 30 428 чел. (16,41 %),
- немцы — 3 086 чел. (1,9 %),
- грузины — 622 чел. (0,38 %),
- поляки — 299 чел. (0,18 %),
- аваро-андийские народы — 296 чел. (0,18 %),
- лезгинские народы[Комм. 2]— 246 чел. (0,15 %),
- греки — 178 чел. (0,11 %),
- евреи — 101 чел. (0,06 %),
- персы — 79 чел. (0,05 %),
- курды (совместно с езидами) — 38 чел. (0,02 %),
- литовцы — 38 чел. (0,02 %),
- удины — 4 чел. (<0,01 %),
- молдаване и румыны — 2 чел. (<0,01 %),
- представитель остальных народов — 351 чел. (0,22 %).

## Административное деление
В 1913 году в уезд входило 52 сельских правлений:
| - Агджакентское — с. Агджакенд верхний, - Азар-Ахмедлинское — с. Азар-Ахмедлы, - Альпаутское — с. Альпаут, - Анненфельдское — с. Анненфельд, - Ашага-Аиплинское — с. Ашага-Айплы, - Бадакендское — с. Бадакенд, - Барсумское — с. Барсум, - Баянское — с. Баян, - Бойчалинское — с. Бойчалы, - Борисинское — с. Борисы-русские, - Варваринское — с. Варвара, - Геранское — с. Геран, - Геран-Бой-Ахмедлинское — с. Геран-Бой-Ахмедлы, | - Даллярское — с. Далляр, - Дамжалинское — с. Дамжалы, - Дастафюрское — с. Дастафюр, - Джинлу-Болуслинское — с. Джинлу-Болуслу, - Дюгарлинское — с. Дюгарлю, - Еленендорфское — с. Еленендорф, - Загликское — с. Заглик, - Зейвинское — с. Зейва, - Зиатлинское — с. Зиатлы, - Ирмашлинское — с. Ирмашлы, - Караджамерлинское — с. Караджамерлы, - Карасахкальское — с. Карасахкал, - Карачинарское — с. Карачинар, | - Карвендское — с. Карвенд-Хан, - Кедабекское — с. Кедабек татарский, - Кечилинское — с. Кечилы, - Кизил-Гаджалинское — с. Кизил-Гаджалы, - Ковляр-Сарлинское — с. Ковляр-Сарлы, - Кущинское — с. Кущи, - Лякское — с. Ляки, - Мирзикское — с. Мирзик, - Мискинлинское — с. Мискинлы, - Морульское — с. Моруль, - Ново-Ивановское — с. Ново-Ивановка, - Ново-Саратовское — с. Ново-Саратовка, - Салахлинское — с. Салахлы, | - Саровское — с. Саров татарский, - Сафикюртское — с. Сафикюрт, - Сейфалинское — с. Сейфалы, - Славянское — с. Славянка, - Ханкендское — с. Ханкенд, - Хилхиналинское — с. Хилхина, - Чайкендское — с. Чайкенд, - Чардахлинское — с. Чардахлы, - Чугунлинское — с. Чугунлы, - Шадилинское — с. Шадилы, - Эленгучское — с. Эленгуч, - Эркечское — с. Эркеч, - Юхари-Аиплинское — с. Юхари-Аиплы, |

## Населённые пункты
Крупнейшие населённые пункты уезда (население, 1908 год)
| №  | Населённые пункты | Население, всего | в т.ч. Русские | в т.ч. Немцы | в т.ч. Армяне | в т.ч. Азербайджанцы |
| -- | ----------------- | ---------------- | -------------- | ------------ | ------------- | -------------------- |
| 1  | Агасибеклы        | 1850             | 0              | 0            | 0             | 1850                 |
| 2  | Агджакенд верхний | 1531             | 0              | 0            | 1531          | 0                    |
| 3  | Анненфельд        | 2575             | 0              | 2575         | 0             | 0                    |
| 4  | Ашага-Айплы       | 1850             | 0              | 0            | 0             | 1850                 |
| 5  | Бадакенд          | 1965             | 0              | 0            | 1965          | 0                    |
| 6  | Байрамлы          | 1831             | 0              | 0            | 0             | 1831                 |
| 7  | Барсум            | 1825             | 0              | 0            | 1825          | 0                    |
| 8  | Баян              | 2070             | 0              | 0            | 2070          | 0                    |
| 9  | Геранбой-Ахмед    | 2070             | 0              | 0            | 2070          | 0                    |
| 10 | Далляр            | 2625             | 0              | 0            | 0             | 2625                 |
| 11 | Достафур          | 1557             | 0              | 0            | 0             | 1557                 |
| 12 | Дюгарлы           | 1850             | 0              | 0            | 0             | 1850                 |
| 13 | Еленендорф        | 2234             | 0              | 2234         | 0             | 0                    |
| 14 | Елизаветполь      | 46297            | 3764           | 144          | 16597         | 23991                |
| 15 | Заглик            | 3992             | 0              | 0            | 3992          | 0                    |
| 16 | Караджамирлы      | 2390             | 0              | 0            | 0             | 2390                 |
| 17 | Кечилы            | 2470             | 0              | 0            | 0             | 2470                 |
| 18 | Кизил-Гаджалы     | 1745             | 0              | 0            | 0             | 1745                 |
| 19 | Кирихлы           | 1690             | 0              | 0            | 0             | 1690                 |
| 20 | Кущи              | 1660             | 0              | 0            | 1660          | 0                    |
| 21 | Мингечаур         | 1532             | 0              | 0            | 0             | 1532                 |
| 22 | Моруль            | 2465             | 0              | 0            | 0             | 2465                 |
| 23 | Новосаратовка     | 1805             | 1805           | 0            | 0             | 0                    |
| 24 | Сафикюрт          | 1640             | 0              | 0            | 0             | 1640                 |
| 25 | Сейфалы           | 2420             | 0              | 0            | 0             | 2420                 |
| 26 | Хан-Карвенд       | 2120             | 0              | 0            | 0             | 2120                 |
| 27 | Хилхина           | 6930             | 0              | 0            | 0             | 6930                 |
| 28 | Чайкенд           | 3138             | 0              | 0            | 3138          | 0                    |
| 29 | Чардахлы          | 2400             | 0              | 0            | 2400          | 0                    |
| 30 | Юхари-Айплы       | 5880             | 0              | 0            | 0             | 5880                 |